# Castillo De Bellver
Die Castillo De Bellver war ein 1978 gebauter Öltanker.
Am 6. August 1983 fing er mit 252.000 Tonnen Erdöl an Bord etwa 110 Kilometer nordwestlich von Kapstadt Feuer. Das brennende Schiff trieb ab und brach in zwei Teile. Das Achterschiff kenterte mit etwa 100.000 Tonnen Öl in den Tanks in tiefem Gewässer etwa 40 km vor der Küste. Das Vorschiff wurde weiter weg von der Küste geschleppt und mit kontrollierten Sprengungen versenkt.
Geschätzte 50.000 bis 60.000 Tonnen Öl verbrannten oder liefen ins Meer. Zunächst trieb das Öl Richtung Küste, wurde dann aber vom Wind weiter hinaus und schließlich in den nordwestlich fließenden Benguelastrom geschoben.
Trotz der großen Ölmenge wurden die Umweltauswirkungen als gering beschrieben. Als einzige Gegenmaßnahme wurde etwas Dispersionsmittel versprüht. Etwa 1.500 Kaptölpel wurden verölt, zudem fiel in den 24 Stunden nach dem Vorfall ein schwarzer Regen aus Öltropfen auf naheliegende Weizenfelder und Weideflächen für Schafe.